# گربه وحشی (فیلم ۱۹۲۱)
گربه وحشی (آلمانی: Die Bergkatze) فیلمی در ژانر کمدی رمانتیک به کارگردانی ارنست لوبیچ است که در سال ۱۹۲۱ منتشر شد. از بازیگران آن می‌توان به پولا نگری و پل گریتز اشاره کرد.